# Mário Rodrigues Filho

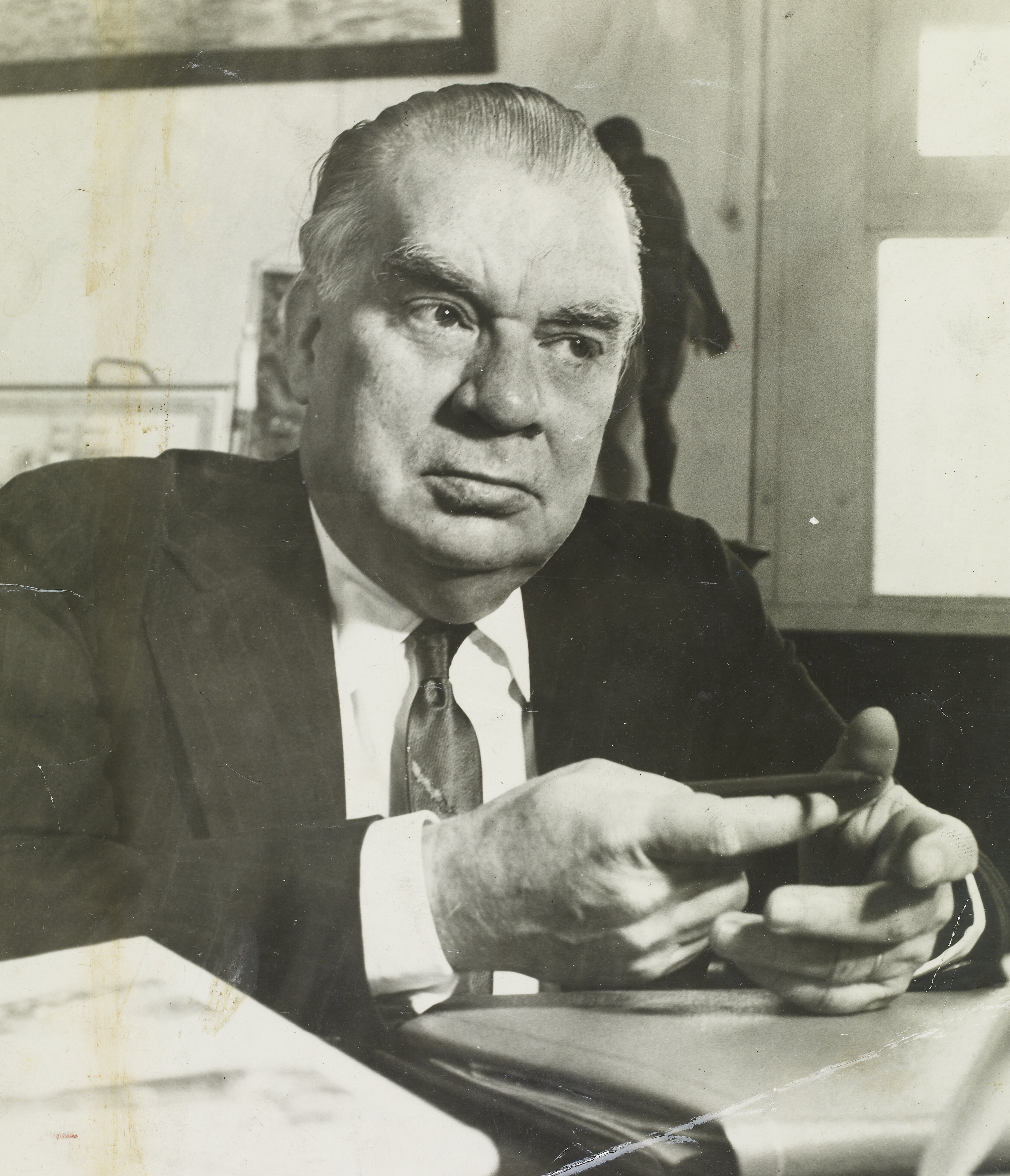
Mário Filho, 1964

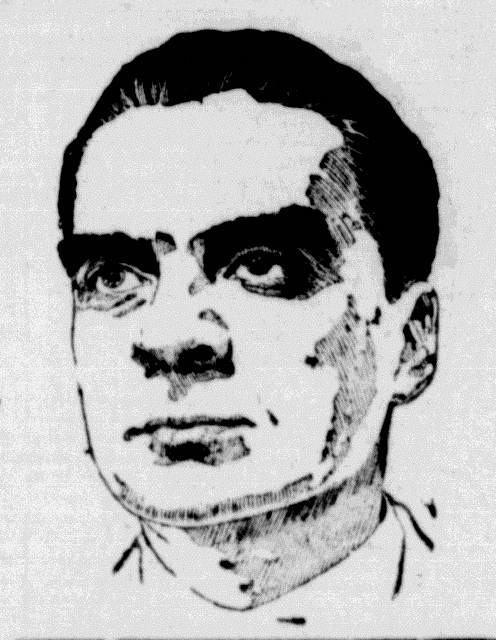
Mário Filho, 1950

Mário Rodrigues Filho, gewoonlijk Mário Filho (Recife, 3 juni 1908 – Rio de Janeiro, 17 september 1966) was een Braziliaans journalist en schrijver, met name over voetbal en zijn geliefde club CR Flamengo.
Het stadion Maracanã in Rio is officieel naar hem en zijn beroep vernoemd: `Estádio Jornalista Mário Filho`.